# Míranos
Míranos è l'album di debutto della cantante spagnola Marta Soto, pubblicato il 31 agosto 2018 su etichetta discografica Warner Music Spain. L'album è stato ristampato il 19 luglio 2019 con due tracce bonus e un secondo disco di versioni acustiche dei brani.

## Tracce
1. Quiero verte – 3:53
2. Tantos bailes – 4:24
3. Por si regresas – 3:09
4. Qué curiosidad – 4:05
5. Miénteme a la cara – 3:39
6. Míranos – 3:40
7. Ya lo sabes – 3:20
8. Me contradigo – 4:09
9. Nos hace falta valor – 3:42
10. Entre otros cien – 3:45
11. Un sueño compartido – 3:40

Edizione deluxe (CD1)
1. Tantos bailes (feat. Blas Cantó) – 4:23
2. Entre otros cien (feat. Julia Medina) – 3:45

Edizione deluxe (CD2)
1. Quiero verte (versione acustica) – 3:50
2. Tantos bailes (versione acustica) – 4:28
3. Por si regresas (versione acustica) – 3:30
4. Qué curiosidad (versione acustica) – 4:26
5. Miénteme a la cara (versione acustica) – 3:21
6. Míranos (versione acustica) – 3:09
7. Ya lo sabes (versione acustica) – 3:53
8. Me contradigo (versione acustica) – 4:06
9. Entre otros cien (versione acustica) – 4:01
10. Te encuentro (versione acustica) – 3:51
11. Coge mi voz (versione acustica) – 3:54
12. Huracán (versione acustica) – 4:48
13. No mires atrás (versione acustica) – 2:56
14. Calma (versione acustica) – 3:36
15. Bis de ti (versione acustica) – 4:08

## Classifiche
| Classifica (2018) | Posizione massima |
| ----------------- | ----------------- |
| Spagna            | 1                 |